# Good-Feel
Good-Feel (Japans: 株式会社グッド・フィール, Romaji: Kabushiki-Gaisha Guddo Fīru) is een Japanse computerspelontwikkelaar.

## Geschiedenis
Good-Feel werd opgericht op 3 oktober 2005 door oud-medewerkers van Konami. Het bedrijf richtte zich aanvankelijk op het ontwikkelen van educatieve spellen voor de Nintendo DS, die uitsluitend uitkwamen voor de Japanse markt.
Naast verschillende spellen voor de DS heeft het bedrijf ook spellen ontwikkeld voor Nintendo's andere spelcomputers, zoals de Wii, Wii U en Switch. Met het spel Wario Land: The Shake Dimension uit 2008 maakte het bedrijf de overstap naar andere spelgenres.

## Ontwikkelde spellen
| Jaar | Titel                                                         | Platform        |
| ---- | ------------------------------------------------------------- | --------------- |
| 2007 | Training Words                                                | DS              |
| 2008 | Training Quiz                                                 | DS              |
| 2008 | Sense Training: Shape Space                                   | DS              |
| 2008 | Wario Land: The Shake Dimension                               | Wii             |
| 2009 | English Training                                              | DS              |
| 2009 | Training Words                                                | DS              |
| 2010 | Looksley's Line Up                                            | DSi             |
| 2010 | Kirby's Epic Yarn                                             | Wii             |
| 2011 | Wii Play: Motion                                              | Wii             |
| 2013 | StreetPass Squad                                              | 3DS             |
| 2013 | Mario & Luigi: Dream Team                                     | 3DS             |
| 2015 | StreetPass Zombies                                            | 3DS             |
| 2015 | Yoshi's Woolly World                                          | Wii U           |
| 2016 | Streetpass Slot Racing                                        | 3DS             |
| 2016 | Streetpass Trader                                             | 3DS             |
| 2017 | Poochy & Yoshi's Woolly World                                 | 3DS             |
| 2019 | Kirby’s Extra Epic Yarn                                       | 3DS             |
| 2019 | Yoshi's Crafted World                                         | Switch          |
| 2019 | Monkey Barrels                                                | Switch, Windows |
| 2023 | Otogi Katsugeki Mameda no Bakeru: Oracle Saitarou no Sainan!! | Switch          |
| 2024 | Princess Peach: Showtime!                                     | Switch          |